# Stadtbefestigung Görlitz
Die Stadtbefestigung von Görlitz umfasst die Verteidigungsanlagen der Stadt Görlitz zwischen dem 13. und 19. Jahrhundert. Die mittelalterliche Befestigung bestand aus der Stadtmauer, die das heutige Gebiet der historischen Altstadt umschloss, Stadttoren, Basteien, Türmen und Gräben. Große Teile der Stadtmauer wurden im 19. Jahrhundert im Zuge der Stadterweiterung abgebrochen, jedoch zeugen noch zahlreiche Bauten von der einstigen Stadtbefestigung.

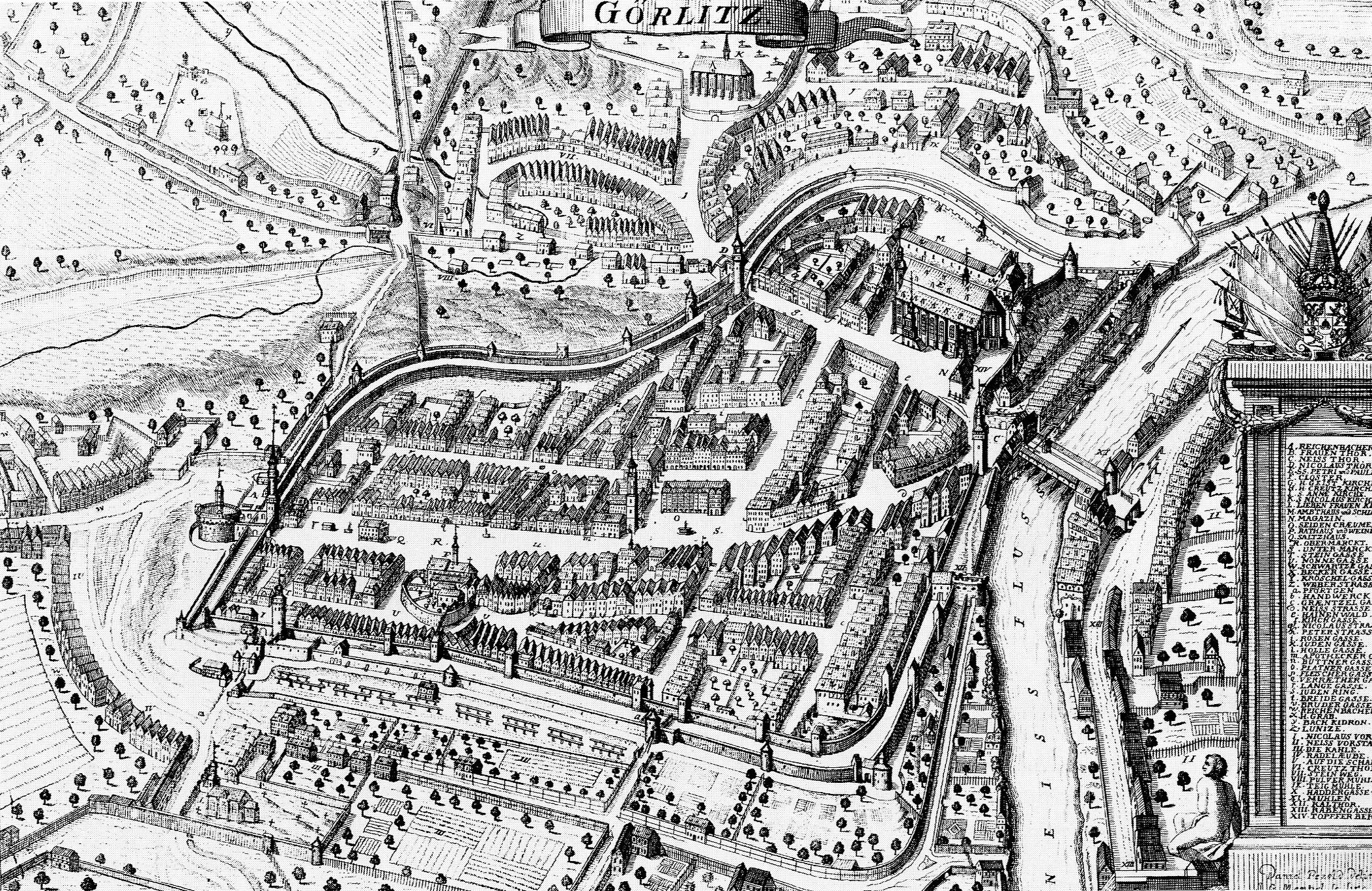
Kupferstich der Stadt Görlitz von Daniel Pezold aus dem Jahr 1714

## Verlauf der Stadtbefestigung

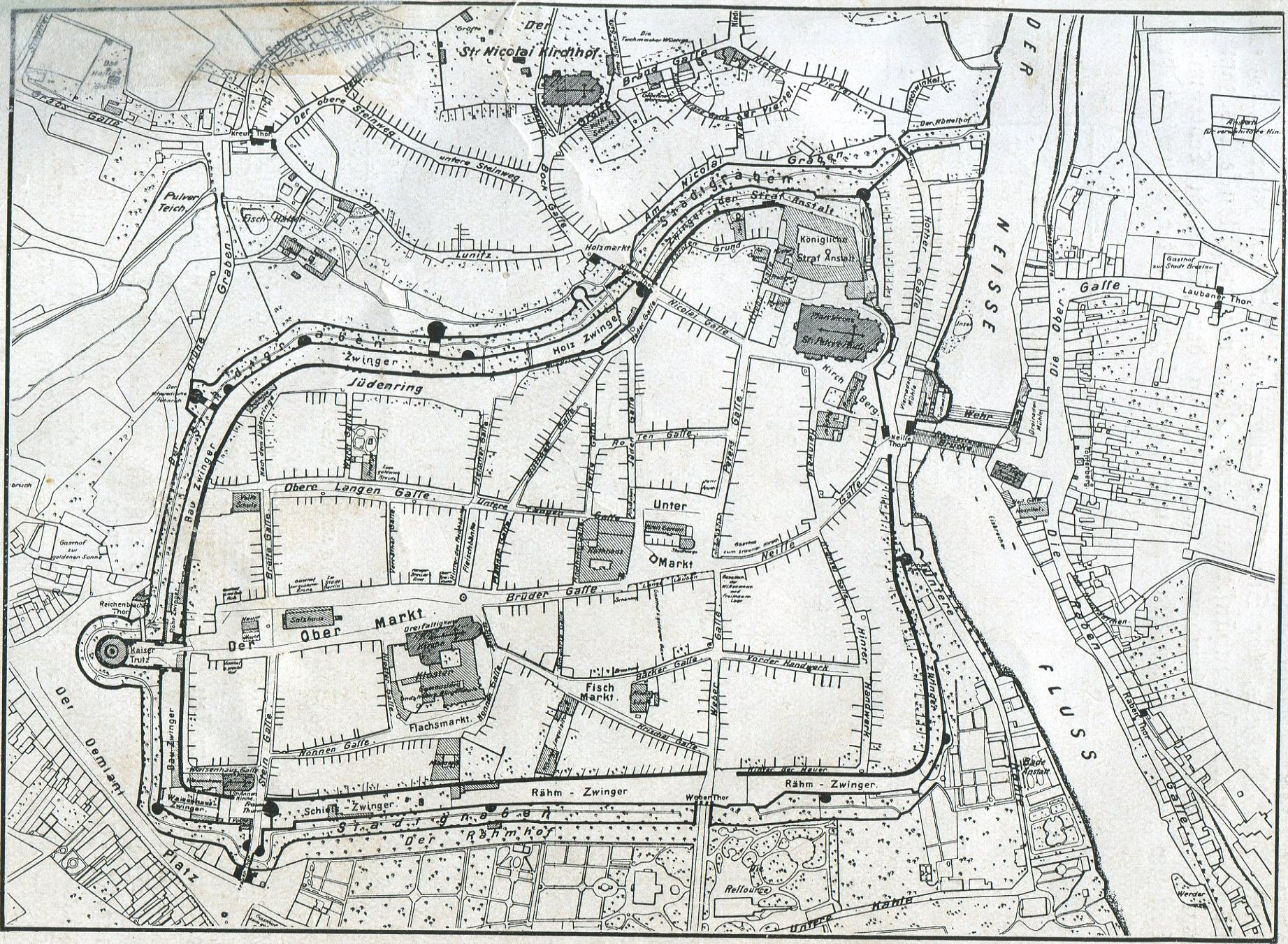
Plan von Waege 1847 – Übersicht des Verlaufs der Stadtbefestigung

Die Stadtmauer maß vor dem Abriss eine Gesamtlänge von 5583 Ellen, das entspricht etwa 3,7 Kilometern. Der folgend dargestellte Verlauf der Stadtbefestigung orientiert sich an dem Zustand der Befestigung im 17. Jahrhundert. Die nordwestliche Ecke der Mauer bildete der Pulverturm. Er befand sich ungefähr am heutigen Kreisverkehr an der Jägerkaserne. Die Mauer verlief weiter über die heutige Hugo-Keller-Straße bis zum Nikolaiturm. Zwischen Nikolaiturm im Nordwesten und Peterskirche im Südosten ist die Stadtbefestigung zu weiten Teilen erhalten und heute als Grünanlage Nikolaizwinger begehbar. Die nordöstliche Ecke der Stadtmauer stellt die Hotherbastei dar. Die Mauer verlief ab der Peterskirche in etwa entlang der Uferstraße und setzte sich im Ochsenzwinger weiter südlich fort. In Höhe der Bergstraße bog die Mauer in Richtung Westen ab. Die südöstliche Eckbastion war der Schwedische Fähnrich (im nebenstehenden Plan von Waege an der falschen Position eingezeichnet). Entlang der Bergstraße, Jakob-Böhme-Straße und letztendlich der Elisabethstraße setzte sich die Mauer in Richtung des Frauentores und Dicken Turmes fort. Der heutige Marienplatz war die Zufahrt bzw. der Graben am Frauentor. Vom Dicken Turm aus verlief die Mauer über die Straße Am Museum bis in etwa an die Straßenecke an der Hinterseite des Theaters zwischen Demianiplatz und Platz des 17. Juni und von da an entlang des Platzes des 17. Juni bis zum Kaisertrutz. Vom Kaisertrutz wiederum folgte die Mauer dem heutigen Verlauf des Grünen Grabens bis zum Pulverturm.

## Die Stadtmauer

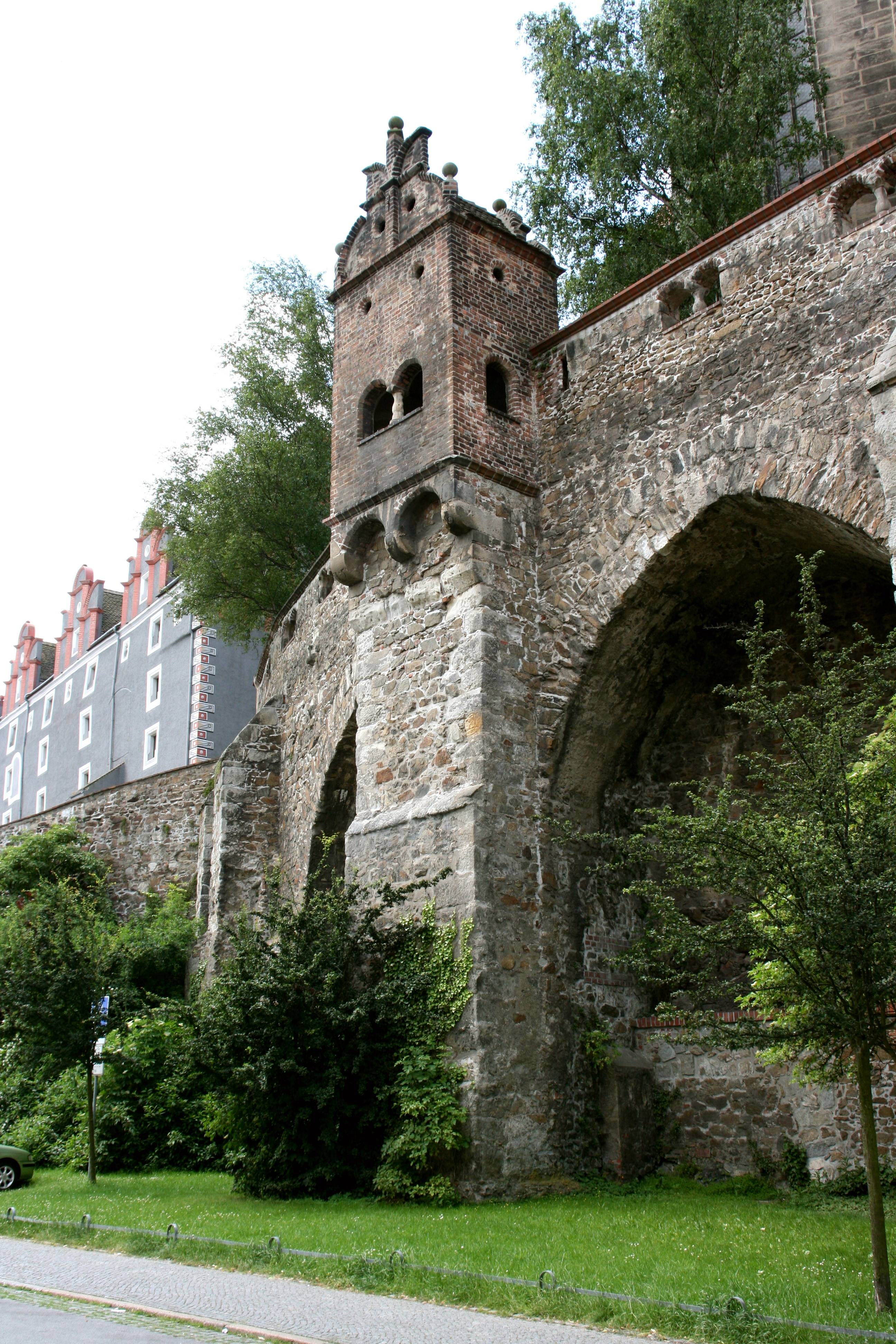
Das Observatorium Sculteti, Teil der Stadtmauer östlich der Peterskirche

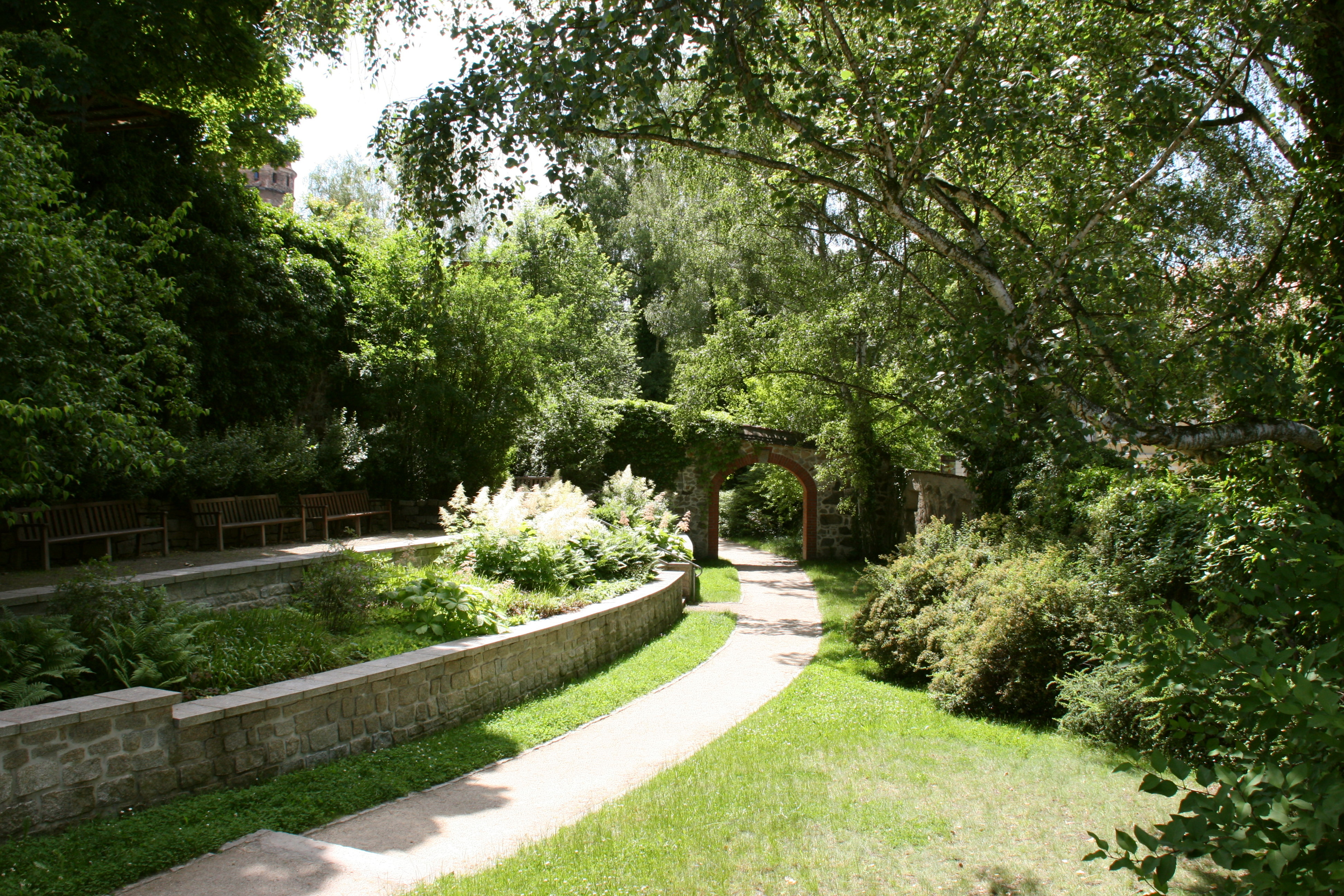
Die Grünanlagen im Nikolaizwinger

Bis zur Stadterweiterung um 1250 war die Stadtanlage, die sich auf der Hochebene der heutigen Peterskirche und des Vogtshofs befand, wahrscheinlich nur von Holzpalisaden geschützt. Erst im Zuge der Stadterweiterung wurden die Palisaden nach und nach durch steinerne Befestigungsmauern ersetzt bzw. der Mauerring um die Stadt erweitert. Die Stadtmauer umschloss die Stadt, abgesehen von einem kurzen Stück auf der Ostseite der Stadt entlang der Neiße, in einem doppelten Ring. Die äußeren Mauern waren zwischen sechs und acht Ellen hoch, teilweise auch höher. Die inneren Mauern hingegen waren höher und stärker. Auch besaßen die inneren Mauern im Gegensatz zu den äußeren Treppen, Umgänge mit hölzernen Geländern und Schießlöcher. Die Mauern waren mit Ziegeldächern versehen. Das Areal zwischen den beiden Mauern nannte man Zwinger, bzw. bis in das 15. Jahrhundert der Parchen. Bis in das 15. Jahrhundert stellten die Tuchmacher in dem Bereich zwischen den Mauern ihre Rähmen auf. Die Stadt verbot nach einem Ratsbeschluss die Aufstellung. Später dienten die Zwinger auch als Grasflächen, teils baute man Obstbäume an, aber auch Zimmerarbeiten wurden hier durchgeführt und Glocken gegossen. Östlich des Frauenturmes (im Volksmund auch Dicker Turm genannt) befand sich im Zwinger das Schützenhaus, wo wöchentlich Übungen der städtischen Schützen stattfanden.
Eine Vorstellung von dem Areal zwischen der inneren und äußeren Mauer vermittelt bis heute der Nikolaizwinger. Entlang des heutigen Grünen Grabens erstreckte sich der sogenannte Bauzwinger. Er bog am Jüdenring nach Osten ab und zog hinunter bis fast zum Hundsloch in der Nähe des Restaurants Goldener Engel. Von dort an schloss sich der Holzzwinger bis zum Nikolaiturm und fortfolgend der Nikolaizwinger (zwischenzeitlich auch als Zwinger der Strafanstalt genutzt) unterhalb des Vogthofs an. Der Zwinger zwischen den südlichen Mauern nannte sich Rähm-Zwinger und Schießzwinger. Westlich des Frauentores in unmittelbarer Nähe zum damaligen Waisenhaus (heute: Annenschule) befand sich der Waisenhauszwinger. Ein kurzer Abschnitt nördlich des Reichenbacher Tores trug den Namen Röhrzwinger.
In Zeiten der Gefahr wie beispielsweise den Hussitenkriegen standen auf den Erkern und den Umgängen Wächter mit Braupfannen mit siedendem Pech oder kochendem Wasser.
Mitte des 15. Jahrhunderts wurden die Gewölbe entlang des Burgberges unterhalb der Peterskirche gebaut. Bei den Bauarbeiten geschah am 11. Juni 1453 ein Unglück: Die Gewölbebögen unterhalb der Peterskirche stürzten infolge von einem oben abgelagerten Schutthaufen und einsetzendem Regen ein und begrub sechs Menschen. Infolgedessen wurde das Gewölbe nun mit Pfeilern bis auf den Grund verstärkt. 1539 wurden der östliche Umgang und die Mauer hinter der Peterskirche auf das Gewölbe aufgesetzt. Die Mauer ist am südlichen Teil durch das markante Observatorium Sculteti – einem oberen Mauervorsprung im Befestigungswerk – unterbrochen. Erzählungen nach soll Bartholomäus Scultetus hier seine Himmelsbeobachtungen durchgeführt haben. Eine weitere Bezeichnung für diesen Mauervorsprung ist Jungfernsprung, weil in der Nähe am 6. Juli 1741 eine Jungfer hinunter in die Hothergasse stürzte.

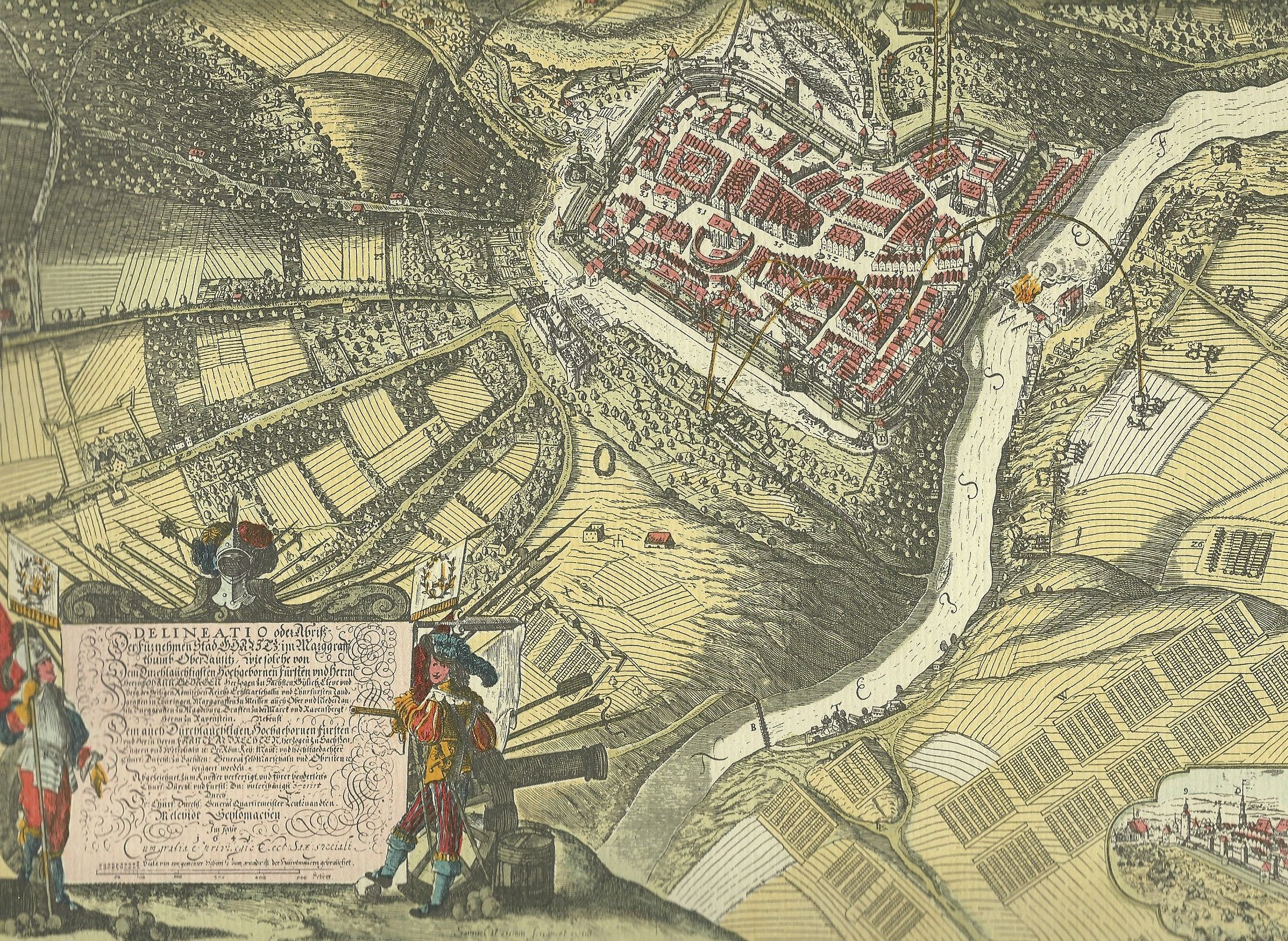
Belagerung und Bombardierung von Görlitz, 1641 (zeitgenössischer Stich)

1639 wurde die Stadt von schwedischen Truppen unter Oberst Jacob Wancke besetzt. Unter dem Eindruck der anrückenden kursächsisch-kaiserlichen Truppen richtete er sich mit seinen 1.300 Soldaten innerhalb der Stadt zur Verteidigung ein. Die Vorstädte mit ihren über 800 Häusern wurden „niedergelegt“, die Stadtbefestigung durch weitere Gräben und Palisadenwälle verstärkt sowie zusätzliche Schießscharten in die Befestigungsmauern gebrochen. Am 25. Juli 1641 begann die Belagerung der Stadt durch über 10.000 kursächsisch-kaiserliche Soldaten mit zahlreicher Artillerie. Ein zeitgenössischer Stich zeigt letztere aufgestellt auf dem Friedhofshügel und dem Töpferberg östlich der Neiße. Ohne eigene Artillerie mussten die schwedischen Truppen bereits nach zehn Wochen die Verteidigung der Befestigungsanlagen aufgeben und kapitulieren. Ein Rondell am südöstlichen Stadtrand (heute obere Bergstraße), das während der Belagerung besonders hart umkämpft war, behielt von daher den Namen Schwedischer Fähnrich. Die sogenannte kaiserliche Bresche, die durch die Belagerung in die Stadtmauer an dieser Stelle geschlagen wurde, schloss man im August des gleichen Jahres mit Mist, Brettern und Wollsäcken notdürftig. Erst 23 Jahre später behob man die Schäden an der Stadtmauer.

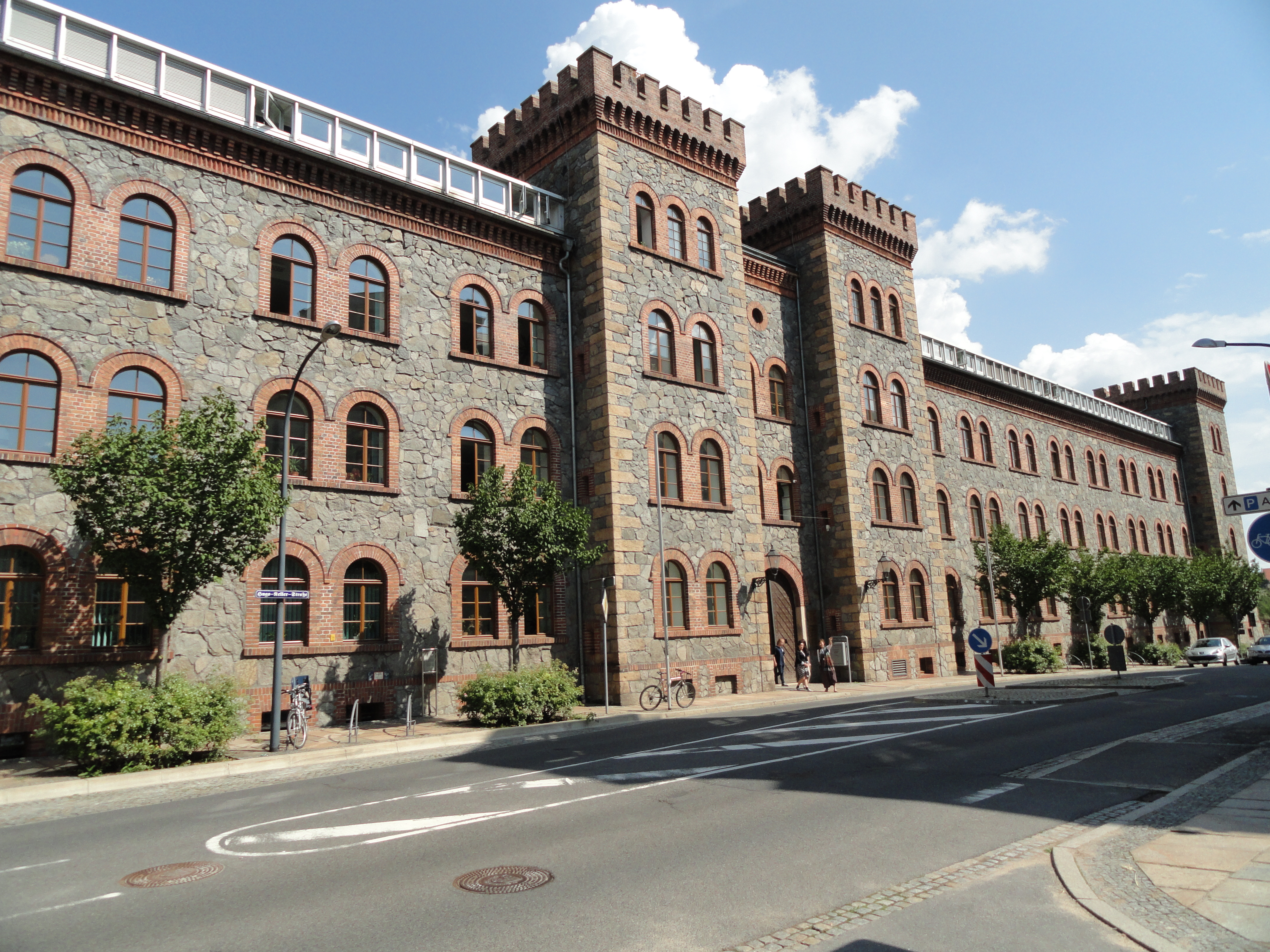
Die Jägerkaserne

Die letzten Stunden der Stadtbefestigung schlugen am Anfang des 19. Jahrhunderts. Im Jahr 1838 deckte man die bis heute erhaltenen Stadtmauerteile entlang des Nikolaigrabens neu mit Granitplatten, anstatt der früher verwendeten Schindeln ein. Bereits 1837 begann man im Süden der Stadt, den beengenden Mauerkranz niedriger zu machen, da sich die Stadt innerhalb des engen Korsetts der Stadtmauer nicht weiterentwickeln konnte. Für den kompletten Abbruch des städtischen Verteidigungsringes benötigte man jedoch die Zustimmung des preußischen Staates, der den Verlust der Verteidigungskraft durch die Schleifung der Befestigungsanlagen seiner Städte nur ungern hinnahm. In Görlitz verband man die Erlaubnis durch den preußischen Staat zur Abtragung der Stadtmauer mit der Verpflichtung der Stadt zur Errichtung einer neuen Kaserne – der heutigen Jägerkaserne. Eine weitere Auflage des preußischen Staates war die Errichtung eines Blockhauses zum militärischen Schutz des Eisenbahnviaduktes über die Neiße. Das Gebäude sollte einer Besatzung von 80 Mann genügen und sollte in Friedenszeiten der Stadt zur freien Nutzung zur Verfügung stehen. 1848 begann man mit dem Abriss des Mauerringes im Süden entlang der heutigen Elisabethstraße. 1851 und 1854/55 folgten dann die Mauern im Westen sowie im Norden entlang der heutigen Hugo-Keller-Straße (früher Jüdenring) in Richtung Osten. Vom Abriss verschont wurden wie  erwähnt die Mauern entlang des Nikolaigrabens mit dem gleichnamigen Nikolaizwinger, aber auch der Abschnitt östlich der Peterskirche mit dem Observatorium Sculteti sowie entlang des Ochsenzwingers südlich der Peterskirche an der Neiße.
Die Jägerkaserne wurde zwischen 1854 und 1858 an der einst nordwestlichen Ecke der Stadtmauer errichtet und bot zwischen 1859 und 1945 den verschiedensten in Görlitz stationierten Truppenverbänden Unterkunft. Heute beherbergt sie Teile der Stadtverwaltung. Im Jahr 1856 begannen die Bauarbeiten für das Blockhaus am Viadukt. Nach der Fertigstellung verpachtete die Stadt am 26. Februar 1857 das Blockhaus an einen Gasthofbesitzer, wie es in Friedenszeiten vorgesehen war. Der Gasthofbesitzer Marold richtete in den Räumlichkeiten ein Restaurant ein, das von unterschiedlichen Pächtern bis 1951 weitergeführt wurde. Seit 1954 wird das Gebäude als Kindertagesstätte genutzt.

## Gräben entlang der Stadtmauer
Hand in Hand ging mit den Abbrucharbeiten das Zuschütten der meist wasserarmen Gräben südlich, westlich und nördlich der Stadt. Östlich der Stadt waren keine Gräben notwendig, da hier die Neiße eine natürliche Barriere bildete. Im Norden wurde das Wasser aus den umliegenden Teichen durch die Gräben geleitet. Nach außen hin waren die Gräben meist durch starkes Mauerwerk geschützt, um ein Einschieben von Erdmassen zu verhindern.
Durch die Stadtmauer führten auch Wasserdurchlässe in die Gräben. Diese Wasserdurchlässe wurden 1390 mit Gittern geschützt. Das wohl bekannteste ist das sogenannte Hundsloch am Ausgang der heutigen Büttnerstraße. Die Bekanntheit rührt aus der Sage des dreibeinigen Hundes. Der Hund soll der Sage nach vor seinem Rückweg durch die Stadt kurzzeitig in diesem Hundsloch verschwunden sein.
An die zugeschütteten und heute überbauten Gräben erinnern heute noch Straßennamen wie Nikolaigraben und Grüner Graben. Sie verdeutlichen in etwa den Verlauf der Stadtmauer bzw. der vorgelagerten Gräben.

## Bastionen

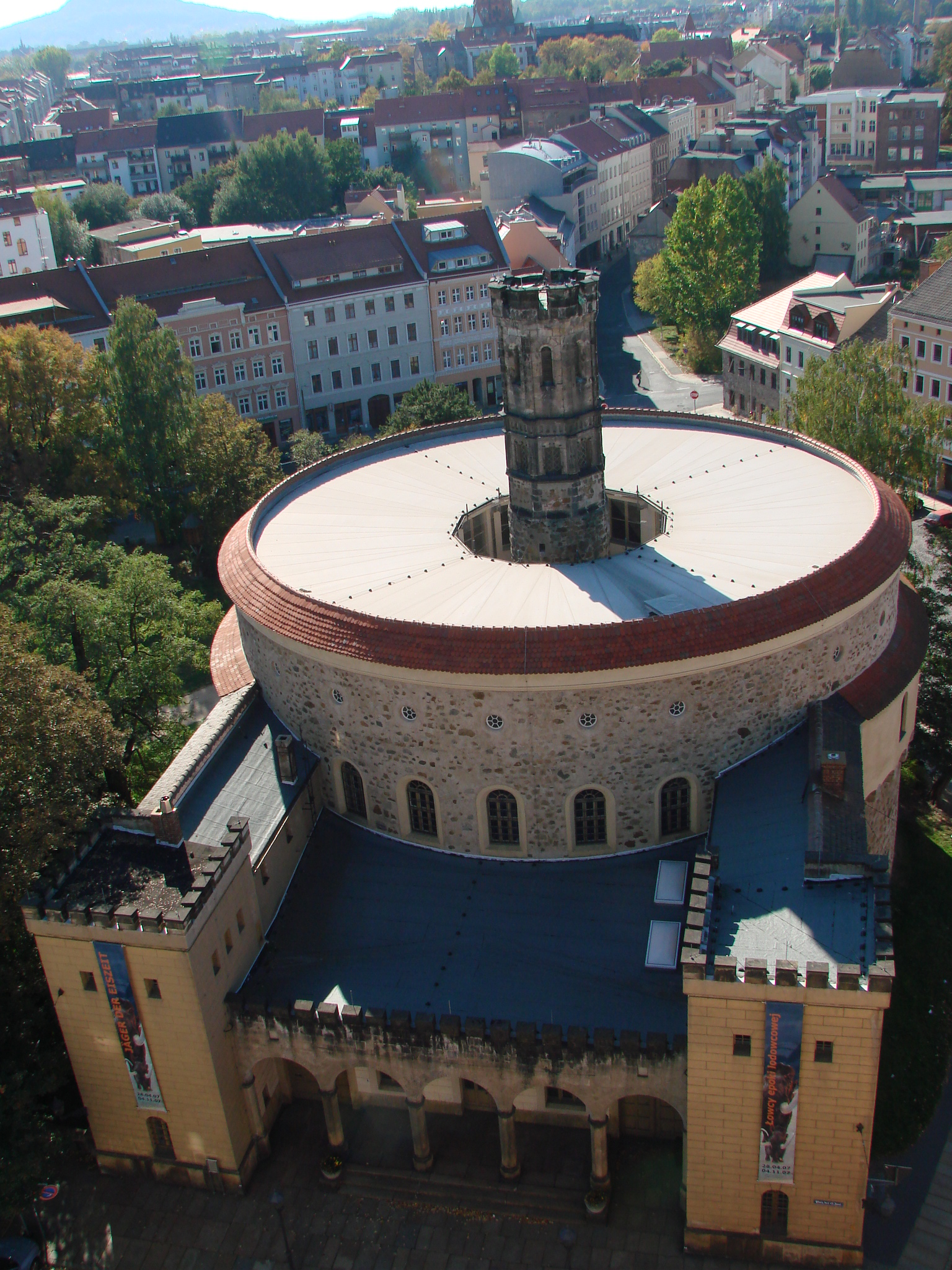
Der Kaisertrutz

Um 1700 befanden sich 20 Basteien auf dem äußeren, wobei die Stadttürme nicht mitgezählt sind und 12 auf dem inneren Mauerkranz. Die inneren Basteien waren zum großen Teil viereckig und die äußeren rund. Die äußeren Basteien wurden deswegen auch Rondell genannt.

### Der Kaisertrutz
Die bedeutungsvollste Bastion war der sogenannte Kaisertrutz. Eine Bastion auf der westlichen Seite der Stadt am Reichenbacher Turm und Tor. Seinen Namen erhielt er erst 1641 während die Schweden der bereits erwähnten Belagerung durch kursächsisch-kaiserliche Truppen trotzten. Weitere Namen waren Reichenbacher Rondell oder großes Rondell. Die Bastion war der Stadtmauer, wie der obere Kupferstich zeigt, vorgelagert und mit der äußeren und inneren Stadtmauer über zwei senkrecht von ihr ausgehende Mauern verbunden. Vor der Errichtung der größten Bastei 1490 befand sich an seiner Stelle das Budissiner Tor (Bautzner Tor).
Im Innern der Bastei gab es freien Platz in dessen Mitte wiederum ein freistehendes Türmchen stand. Der Kaisertrutz war nach außen hin von einem Graben umgeben, der mit Wasser oder Morast gefüllt war. 1848 wurden die Gräben aufgefüllt und der Kaisertrutz zur Hauptwache der preußischen Garnison umgebaut. 1932 eröffnete ein Heimatmuseum im Innern ihre Pforten.
Von 2010 bis Anfang 2011 wurde der Bau grundlegend saniert und an die modernen Anforderungen eines Museums angepasst. Im Jahr 2011 fand in dem Bau die dritte sächsische Landesausstellung via regia – 800 Jahre Bewegung und Begegnung statt.

### Der Pulverturm
Eines der sieben Rondelle zwischen Reichenbacher Turm und Nikolaiturm war der Pulverturm, auch Pulverbastei genannt. Der Turm stach durch seine Höhe und durch sein weites Hinausspringen aus der Stadtmauer heraus. Eine Theorie besagt, dass der Name des Turmes von der nahen Pulvermühle vor den Toren der Stadt stammt. Eine andere greift die These auf, dass in dem Turm die Munitionsvorräte gelagert wurden. Der Turm trug die Inschrift: „Melior est certa pax quam sperata victoria 1479“ (Besser ist ein sicherer Friede als ein erhoffter Sieg). Er wurde bei der Belagerung 1641 stark in Mitleidenschaft gezogen.

### Das Rondell am Hälterberge
Das Rondell am Hälterberge lag zwischen Pulverturm und Nikolaiturm am Jüdenring, der heutigen Hugo-Keller-Straße zwischen den Einmündungen der Fleischerstraße und Sporergasse. Auch dieser Turm sprang vermutlich etwas aus der Stadtmauer heraus.

### Die Hotherbastei

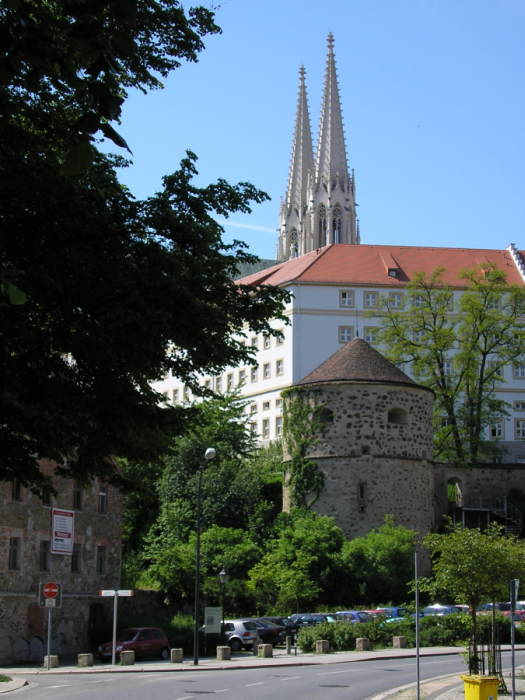
Der Hotherturm

Die Hotherbastei ist die einzige erhaltene Eckbastei der ehemaligen Stadtmauer. Sie schützte neben Innenstadt auch Teile der Nikolaivorstadt und der Neißevorstadt. Er befindet sich am Nikolaizwinger unterhalb des Vogtshofs an der nordöstlichen Ecke der Mauer. Die Bastei datiert in die zweite Hälfte des 13. Jahrhunderts zurück und gehört seit 1953/54 mit dem angrenzenden Nikolaizwinger zu der vom Gartenarchitekten Henry Kraft umgestalteten Gartenanlage.
Der zweigeschossige Turm erhebt sich über einem dreiviertelrunden Grundriss. Das Mauerwerk im unteren und im Übergang zum oberen Stockwerk ist durch einzelne Schießscharten durchbrochen. Das obere Geschoss hingegen weist mehrere große Kanonenluken auf.

### Die Ochsenbastei

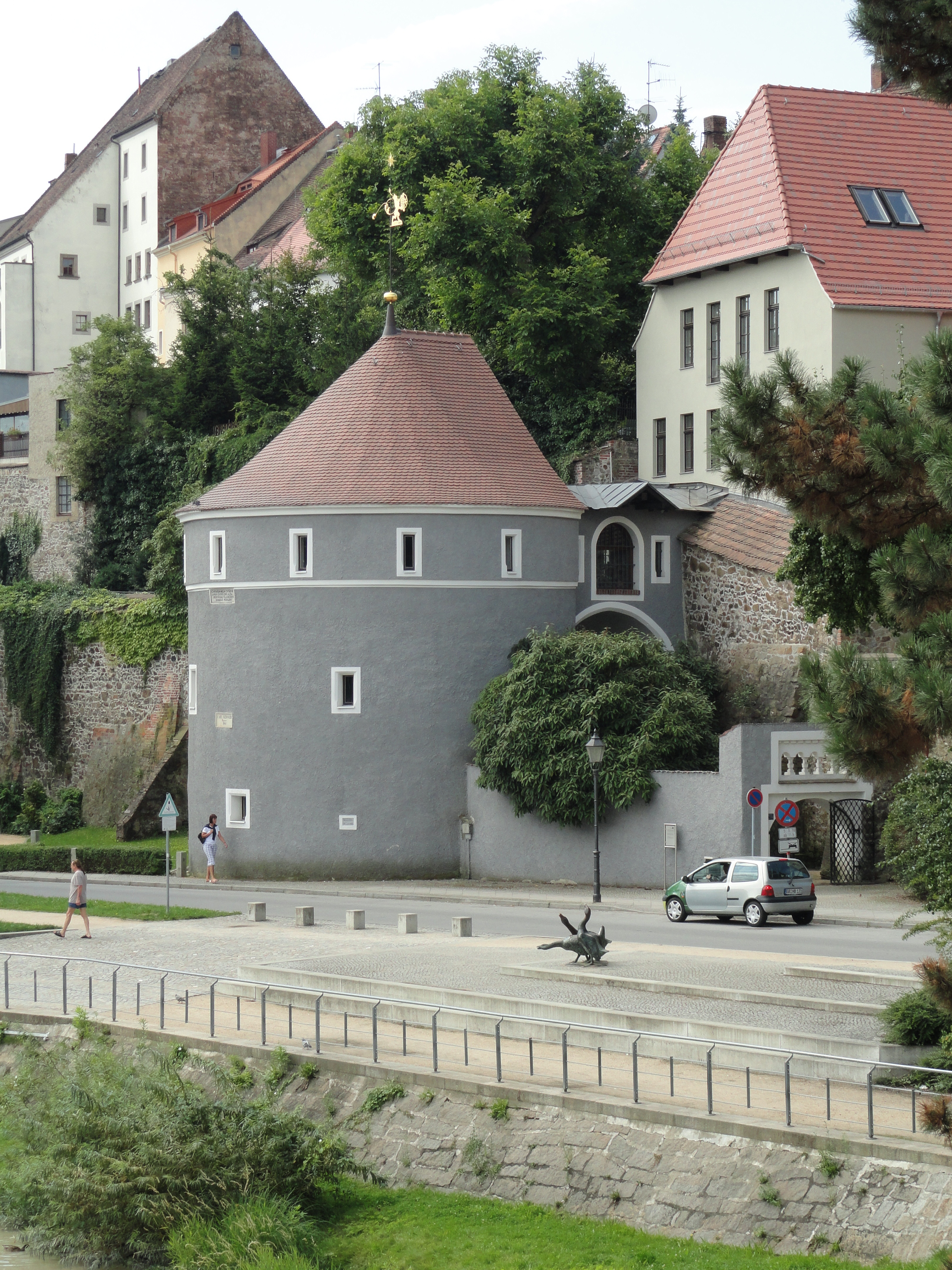
Die Ochsenbastei

Die Ochsenbastei schützte einen Nebenausgang an der Neiße südlich der Neißebrücke. Bereits 1370 findet es als Tor an der Kahle Erwähnung. Später taucht es in den Chroniken auch unter dem Namen Kahletor, Kaltor oder Neutor an der Kahle auf. 1525 brannte die Bastei ab und wurde 1536 von Haß wieder neuerrichtet. Seit diesem Jahr kann man in dem Rondell auch die folgende Inschrift lesen: „Civitatem melius tutatur amor civium quam alta propugnacula“ (Der Bürger Liebe tut viel mehr, als Doppelhaken und Gewehr). 1834 wurde der östliche Teil des Kahletores abgebrochen. Bis heute blieb nur das westliche Rondell erhalten.

### Der Schwedische Fähnrich
Der Schwedische Fähnrich befand sich an der südöstlichen Ecke der Stadtmauer an der Stelle, an der sich die Mauer und der Graben aufwärts von der Neiße nach Westen wandte. Der dicke, runde Turm stand im die Mauer umgebenden Graben. Seinen Namen erhielt er, wie bereits kurz erwähnt, während der Belagerung der Stadt 1641. Der Turm wurde trotz des starken Widerstandes des schwedischen Fähnrichs Heinrich Löst von den kaiserlich-kursächsischen Truppen erstürmt. Der Turm wurde während der Belagerung ebenso wie die Bastei am Baumgarten weiter westwärts zerstört. Erst 1664 wird er wieder aufgebaut.
1845 begann man auch diese Bastion abzubrechen.

### Der Spittelturm
Der Spittelturm (auch Spitalturm genannt) war die einzige Bastion auf dem Ostufer der Neiße. Er schützte den östlichen Brückenkopf der Neißebrücke und war benannt nach dem nahegelegenen Spital an der Neiße, das heute nicht mehr existiert. Der Turm hatte einen großen Umfang und war etwa 60 Fuß hoch und trug wie zahlreiche andere Bastionen eine Inschrift, die hier wie folgt lautete: „Pace bidens vomerque vigent 1477“ (Im Frieden gedeihen Kraft und Pflug). Jedoch fand der Turm bereits 1470 als Bastei vor der Mühle Erwähnung. Das Stadtbild von 1575 zeigt an der Ostseite des Turmes ein großes Kreuz mit zwei Querbalken (Patriarchen- oder Lothringerkreuz). Schwere Zerstörungen erlitt der Turm während der Belagerung 1641 durch ein auf dem gegenüberliegenden Töpferberg stehendes Geschütz. Jedoch gelang es den belagernden Truppen nicht auf dem Boden der Bastei festen Fuß zu fassen, da der schwedische Befehlshaber Wancke seine Besatzung der Bastei stetig wechselte und ständigen Nachschub über die Neiße querende Kähne sicherstellte. Er wurde mit seinem Nebengelassen bereits 1824 abgerissen.
Weitere namentlich bekannte Basteien sind die Bastei am Baumgarten auf der Südseite der Mauer zwischen dem Webertor und dem Schwedischen Fähnrich und die Rote Bastei, bei der der genaue Standort unbekannt ist. Die südwestliche Eckbastion wurde 1470 und 1480 unter dem Namen Zielstatt-Bastion erwähnt, bekannt ist lediglich, dass sie sich in etwa auf dem Grundstück Am Museum 2 befunden haben soll und eine Tafel mit der Inschrift „Satis celeriter fit, quicquic fit bene 1477“ (Genugsam schnell geschieht, was gut geschieht) trug.

## Die Stadttore und Stadttürme
Die mittelalterliche Stadt verfügte über fünf Stadttore, von denen vier mit einem großen Stadtturm gesichert waren. Jeder Turm bzw. jedes Tor boten in jeweils einer Himmelsrichtung den Zugang zu Stadt: das Nikolaitor im Norden, das Neißetor im Osten, das Frauentor (und Webertor) im Süden sowie das Reichenbacher Tor im Westen.

### Nikolaiturm und Nikolaitor

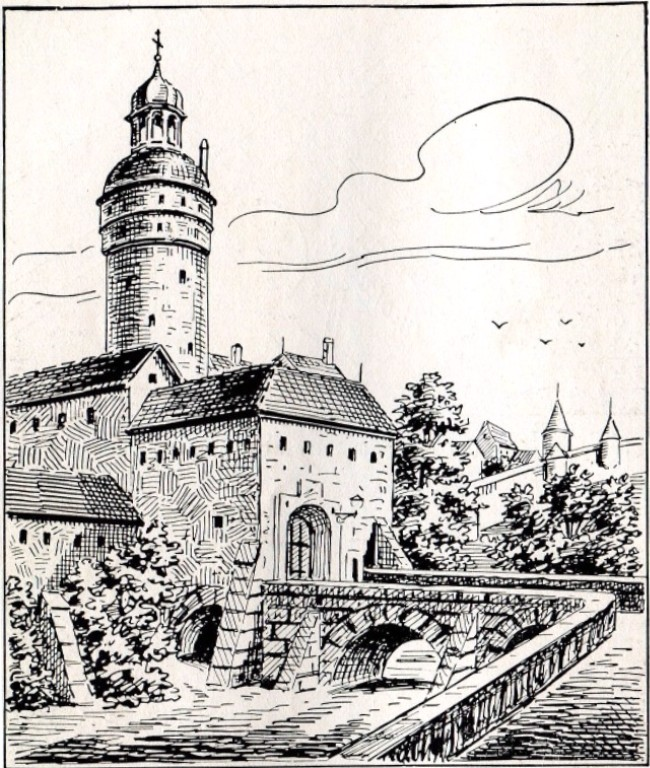
Das Nikolaitor

Die Toranlagen am nördlichen Stadtzugang befanden sich zwischen Turm und Zwingeranlage in Richtung Karpfengrund. Aus der Stadt kommend kam man zuerst durch das Tor der inneren Stadtmauer. Anschließend befand sich in der Mitte ein Tor mit starken Fallgatter und einer Zugbrücke, die bei aufgezogenen Zustand das Tor bedeckte. Das äußere Tor ragte etwas in den, die Mauer umgebenden Graben herein. Über den Graben führte zuerst eine hölzerne Brücke, die 1586 durch eine steinerne Brücke mit drei Pfeilern und vier Bögen ersetzt wurde. Durch das Tor wurden Verurteilte zur Richtstätte geführt. Ihren letzten Trost sollten die Sünder an bemalten Holzbrettern schöpfen, die die Ausführung Jesus zur Kreuzigung zeigten. Die Bilder wurden 1747 abgenommen. 1848 wurde die Toranlage abgebrochen.
In den aus den Anfängen der Stadt stammenden Nikolaiturm gelang man über eine Treppe von der Stadtmauer aus. Erst 1752 wurde eine Tür am Boden des Turmes durch die 2,86 Meter dicke Mauer hineingebrochen. Der Turm wurde wohl auch im Laufe der Jahre nur wenigen baulichen Änderungen unterzogen. Bekannt ist lediglich, dass er wohl im 16. Jahrhundert mehr Verzierungen und eine höhere Spitze hatte. Heute besitzt der Turm eine Barockhaube, die mit ihren acht Säulen auf dem Dach ruht.

### Neißeturm und Neißetor

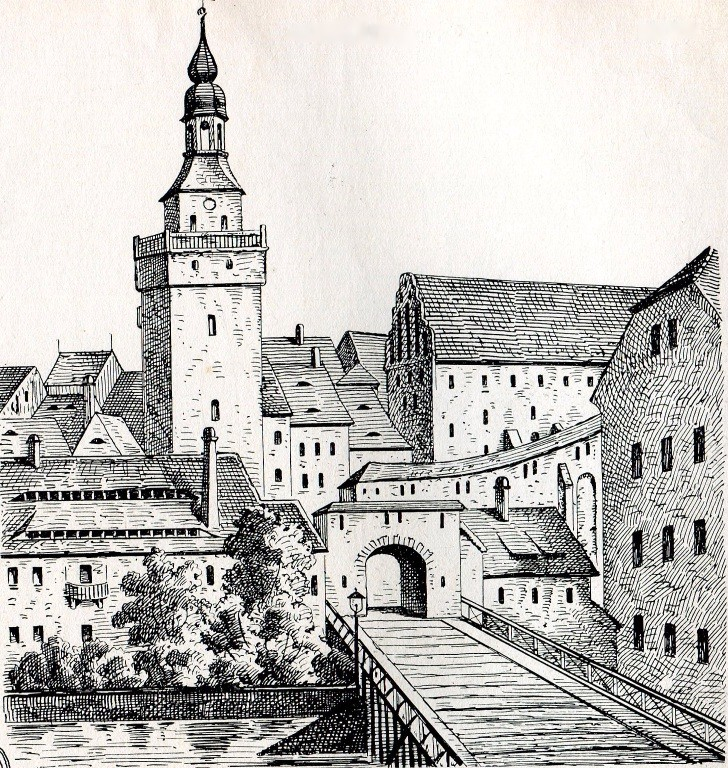
Der Neißeturm und das Neißetor

Der Neißeturm war der einzige eckige Stadtturm der Görlitzer Stadtbefestigung und befand sich am Ausgang der Neißestraße zum Übergang zur alten Neißebrücke. Er wurde erstmals 1315 erwähnt. Der Turm wurde bei den Stadtbränden 1525 und 1726 komplett zerstört, aber beide Male in leicht abgewandelter Form wieder aufgebaut. Nördlich am Turm lehnte das innere der zwei Neißetore. Das äußere Tor stand direkt an der Neiße, so dass die Neiße an den Grundmauern vorbeistreifte. Das Stadttor war so niedrig, dass regelmäßig hohe Fuhrwerke stecken blieben. Um die Fuhrwerke wieder zu frei zu bekommen, musste das Pflaster herausgerissen werden. Lange wurde von Seiten der Stadt versucht dieses Nadelöhr zu beseitigen, jedoch blieb der Stadt die dazu nötige Zusage des preußischen Staates lange verwehrt. Erst 1841 begann man mit den Abrissarbeiten, den auch der Turm zum Opfer fiel.

### Die Pforte

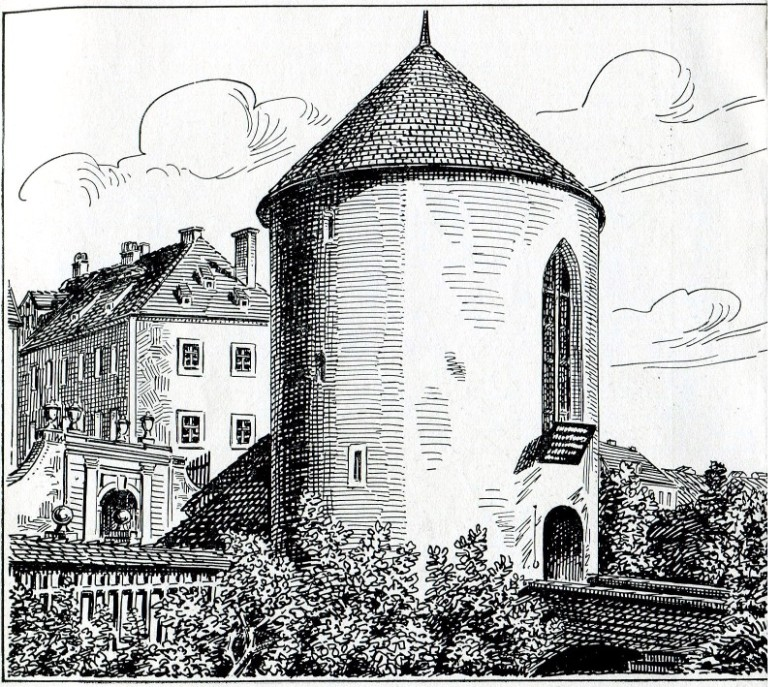
Die Pforte

Die Pforte war auch unter dem Namen Webertor bekannt. Der zweite Name verrät bereits etwas über den Standort des Tores, das sich am südlichen Ausgang der Webergasse befand. Vormals befand sich an dem Ort eine Bastei, zu der man über eine Treppe aus der Webergasse stieg. Die Bastei fand 1488 unter dem Namen Hoesattels Bastei Erwähnung. Die Pforte bildete den Südostausgang aus Stadt, war jedoch für den Fußgängerverkehr gedacht. Sie wurde auf Grund des drängenden Bedürfnisses der städtischen Bevölkerung errichtet, die vorher einen langen Umweg durch das Frauentor auf die Viehweide, den heutigen Stadtpark oder zu den Schützenhäusern im Südosten in Kauf nehmen mussten. 1427 wurde eine neue Pforte in der Webergasse und 1431 eine Pforte bei der Webergasse erwähnt. Letztmals fand sie 1470 Erwähnung, danach wurde sie vermutlich für fast hundert Jahre geschlossen. Erst am 5. Juni 1568 wurde die Pforte nach eingeholter kaiserlicher Erlaubnis wieder eröffnet. Seit dieser Zeit existierte auch eine schmale Brücke über den Stadtgraben. 1769 ersetzte man die schmale, hölzerne Brücke durch eine Steinbrücke. Einige Jahre später – 1792 – wurde die Pforte erweitert und schmuckvoll verziert. Man konnte von nun an die Inschrift „Portam nimis olim angustam ac vetustam deformem amplificavit, refecit, ornavit senatus a. 1793“ (Die einst allzu enge und alte, unförmliche Pforte erweiterte, stellte wieder her und schmückte der Rat). Die neue Pforte war aber nur von kurzer Dauer, denn 1845 wurde sie abgerissen und aus ihren Trümmern eine Brücke über den Graben gewölbt und ein neues, offenes Tor mit breiterer Durchfahrt gebaut. Aber auch dieses Tor wurde 1853/54 im Zuge des Abrisses großer Teile der Stadtbefestigung abgetragen und der Graben aufgefüllt.

### Frauenturm und Frauentor

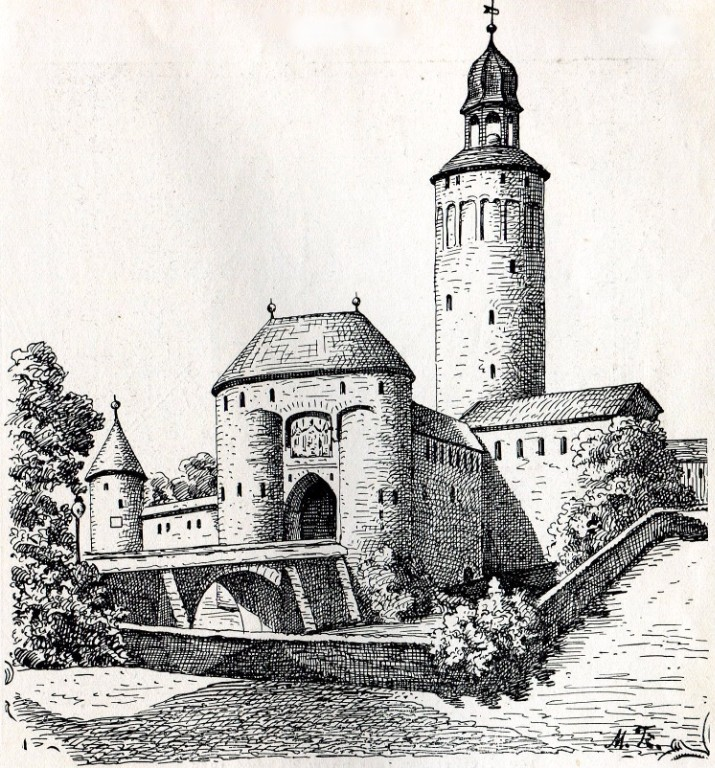
Das Frauentor

Der Frauenturm (auch Dicker Turm, teilweise in den Chroniken auch Zittauer Turm) wurde bei der Stadterweiterung um 1250 errichtet. Er besitzt unten 5,34 Meter dicke Mauern. An der Südseite des zylindrischen Turmes befindet sich seit 1856 das Wappen der Stadt, das vorher am Frauentor angebracht war. Das Frauentor war dreifach ausgelegt. Das innere Tor war auf beiden Seiten mit der inneren Stadtmauer verbunden und stand stadteinwärts vor dem Turm. Das mittlere Tor war mit einem Gebäude überbaut und besaß ein starkes Holzfallgatter mit Eisenschuhen, das mittels Rädern herauf- und hinuntergelassen werden konnte. Das äußere Tor war sehr wehrhaft und wirkte basteiähnlich. Es stand weit außerhalb der Stadtmauer im Graben und wurde mit einer starken Mauer auf jeder Seite mit der eigentlichen Stadtmauer verbunden. In Richtung Süden vor dem Tor folgte eine kleine Zugbrücke und dann eine steinerne Brücke (seit 1595). Die Zugbrücke wurde 1772 durch eine feste Steinbrücke ersetzt. 1778 wurde das Fallgatter abgebaut. Zwischen 1838 und 1848 wurden erst die inneren Tore und dann das äußere Tor abgetragen sowie die Gräben aufgefüllt.

### Reichenbacher Turm und Tor
Der Reichenbacher Turm und das dazugehörige Reichenbacher Tor östlich des Kaisertrutz bildeten die westliche Zufahrt zur Stadt. Erstmals wurde der Turm 1376 erwähnt, jedoch erhielt er vermutlich seine jetzige schlanke Form erst im Jahr 1485. Der untere Teil des Turmes besitzt einen quadratischen Grundriss, ungefähr in der Hälfte folgt ein Wehrgang, dem das zylindrische Oberteil folgt und schließlich mit der Barockhaube schließt. Erst 1869 entstand der Fußgängerdurchgang unter dem Turm.
Das Tor befand sich in der Verbindungsmauer zwischen Kaisertrutz und äußerer Stadtmauer und führt durch diese nördliche Mauer und über eine Brücke auf den heutigen Busbahnhof. Das innere Tor befand sich in etwa an der heutigen Zufahrt zum Obermarkt, südlich des Reichenbacher Turmes.

### Ansichten der erhaltenen Stadttürme

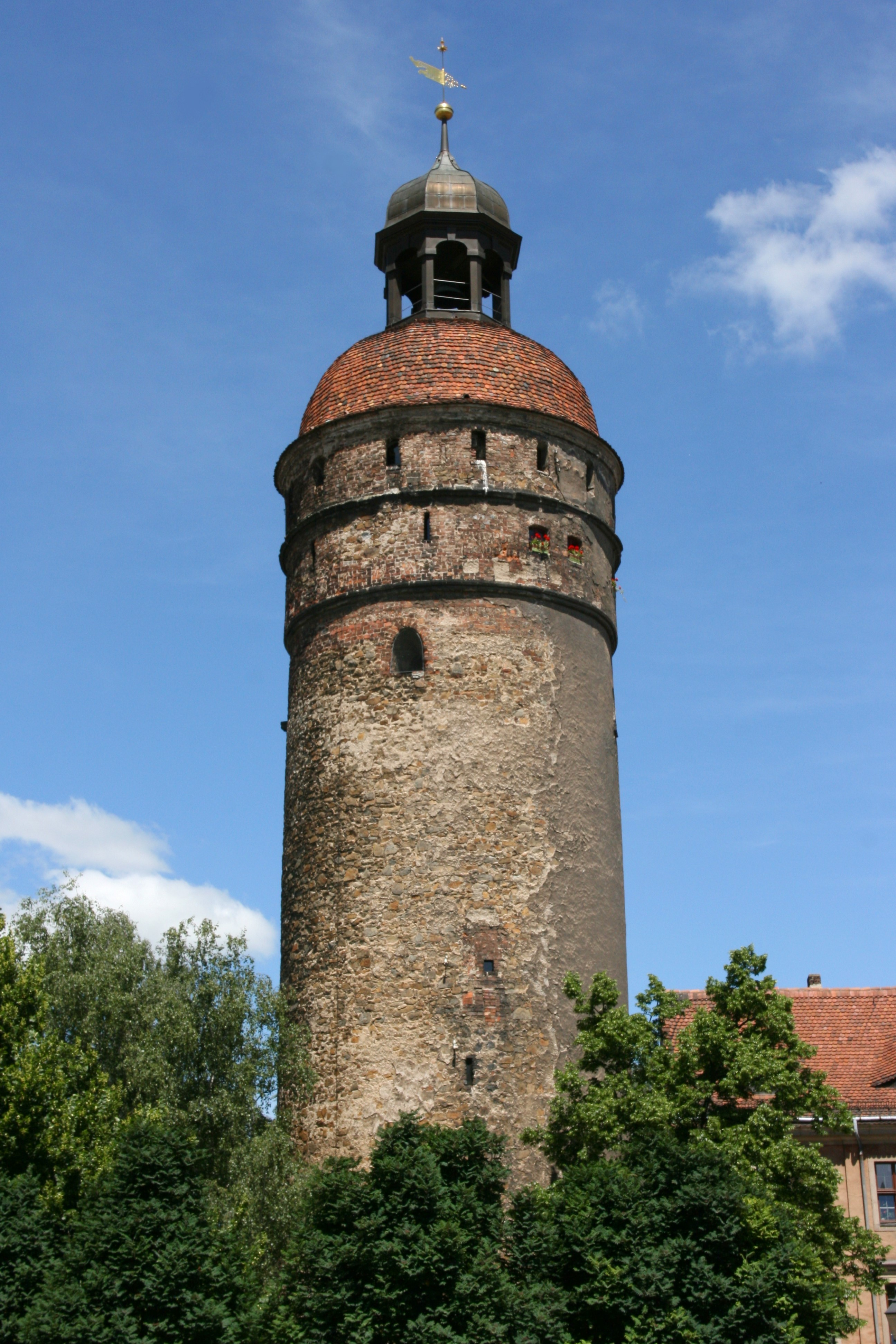
Der Nikolaiturm
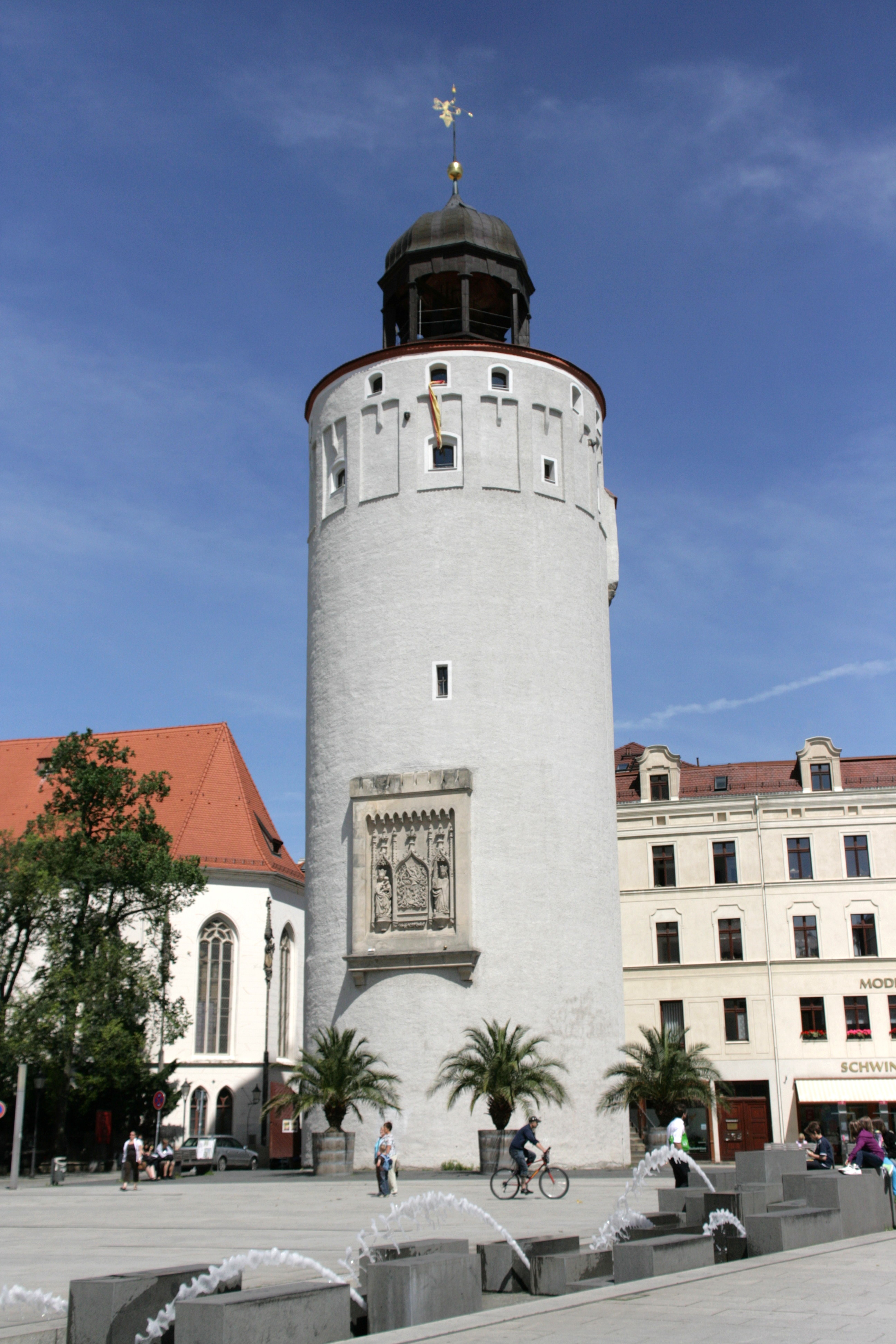
Der Frauenturm
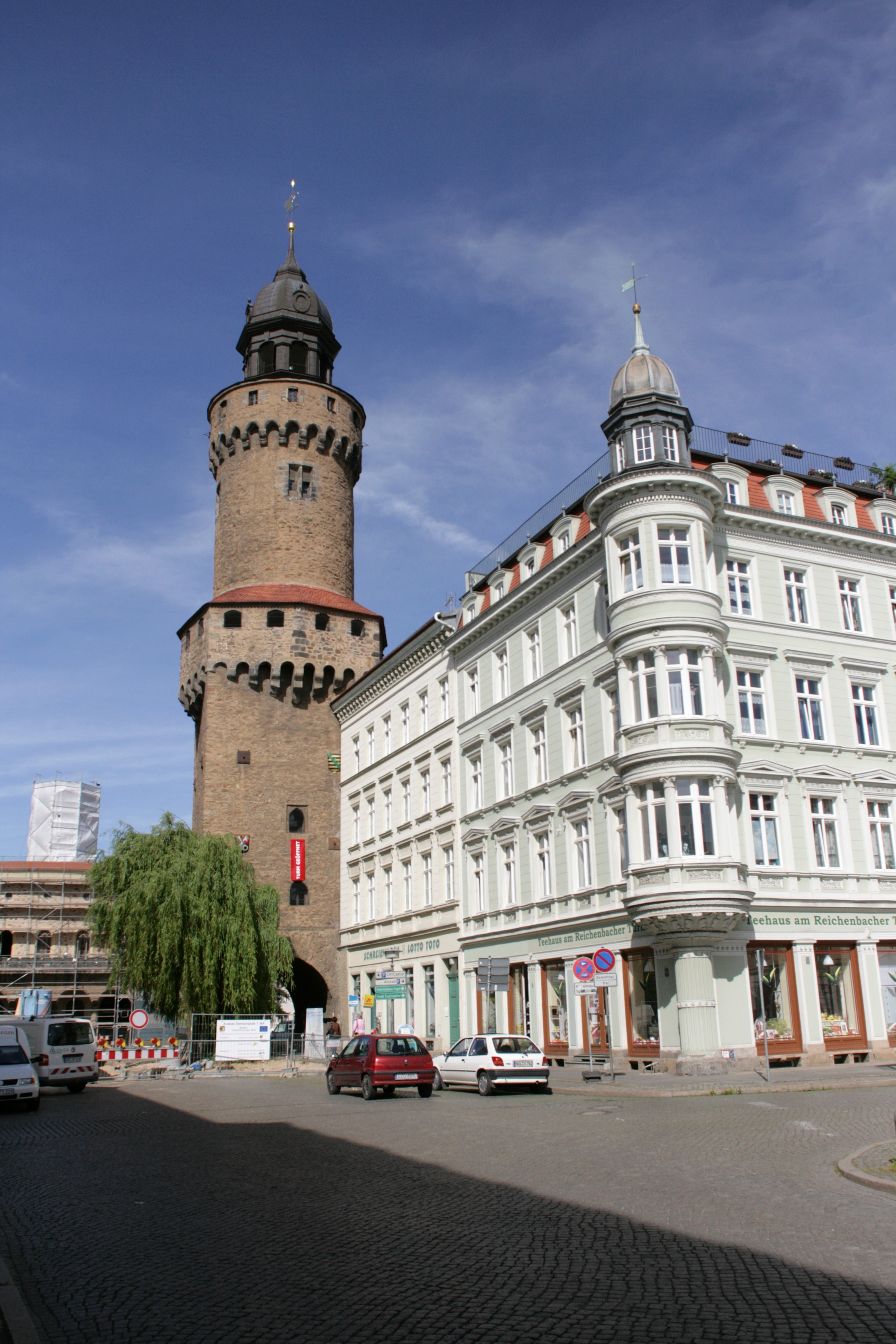
Der Reichenbacher Turm

## Befestigungsanlagen der Vorstädte
1474 begann man mit der Befestigung der Vorstädte. Ein besonderes Augenmerk legte man damals auf den Töpferberg auf der heutigen Zgorzelecer Seite.

### Nikolaivorstadt
1559 begann man in der Nikolaivorstadt (damals: Niederviertel) mit dem Bau der Mauer vom Nikolaifriedhof aus und führte sie über das Kreuztor, den Grünen Graben bis zu den sogenannten Hältern fort. 1561 wurde die Mauer um den Nikolaikirchhof – vom Finstertor bis zur Stadt hin erweitert. Die Hälter bzw. Hälterberge ist die Erhebung auf der sich heute die Jägerkaserne befindet. Zwischen 1566 und 1575 wurde das Viertel ostwärts mit Zäunen und nordwärts mit einer Lehmmauer umgeben.

### Mauern der Frauenkirche
Rund um die Frauenkirche existierte nachweislich bereits seit 1428 eine Mauer, die auf ihrer südöstlichen Seite sogar über zwei Basteien verfügte. Eine Bastei trug die Inschrift: „Cave faxis tu quicquam indigni 1478“ (Hüte dich etwas Unwürdiges zu tun). 1840 erfolgte der Abbruch der Mauern rund um den Kirchhof und wurde durch ein eisernes Gitter ersetzt.

### Tore der Vorstädte
Auch in den Vorstädten außerhalb der eigentlichen Stadtbefestigung existierten Tore, so z. B. das Spitaltor bei der Frauenkirche, das Töpfertor am Ausgang Bautzner Straße, das Teichtor am nördlichen Ausgang der Brunnen- und Teichstraße, das Kreuztor am südlichen Teil der Schanze, das Finstertor (auch Armesündertor) in der Nähe des Schafrichterhauses im Norden der Nikolaivorstadt, das Niedertor in der Rothenburger Straße, das Kutteltor und das Hothertor am nördlichen bzw. südlichen Ausgang der Hotherstraße. In der Vorstadt östlich der Neiße gab es folgende Tore: die Wasserpforte (auch Neißepforte) am Ausgang zu den sogenannten Bleichen (nördliche Neißewiesen), das Laubaner Tor hinter dem ehemaligen Gasthof Stadt Breslau und das Rabentor an der Abzweigung des Scultetusweges (heute: ulica Szkolna) hinauf zum Scultetushof von der Prager Straße (heute: ulica Daczyńskiego).
Das Rabentor wurde infolge der Erweiterung des Mahl- und Schlachtsteuerbezirks 1852 abgebrochen.

## Äußerer Stadtgraben
Mit dem Bau der Äußeren Stadtgräben begann man wohl wie für die Befestigung der Vorstädte um 1474. Bis 1477 arbeiteten 1134 Mann von der Stadt und weitere Arbeiter aus 41 umliegenden Dörfern an dem Gräben. Der Bau der Gräben wurde zum Schutz der Stadt in Auftrag gegeben, da auch in der Oberlausitz und Schlesien Auseinandersetzungen zwischen dem Ketzerkönig Georg von Podiebrad und Matthias Corvinus um den böhmischen Thron.
Der Äußere Stadtgraben umfasst neben der Stadtflur auch die Fluren von Ober- und Niedermoys (seit 1945: Zgorzelecer Stadtteil Ujazd) sowie Großbiesnitz (östlicher Teil des heutigen Stadtteils Biesnitz). Das Areal 14 Ellen links und rechts neben der Grabenmitte gehörte einst der Stadt, jedoch zerfiel der Graben im Laufe der Zeit oder angrenzende Ackerbesitzer nutzten das die Flächen ebenso als Ackerland. Erst aus dem Jahr 1850 ist ein Prozess bekannt, in dem die Stadt verpflichtet wurde dem Besitzer von Ober-Moys August Demisch die Stadtgräben an seinen Gutsgrenzen für 100 Taler zu verkaufen.
Über den Verlauf des Stadtgrabens existieren nur abschnittsweise historische Kartenwerke. Den Verlauf des Stadtgrabens setzte Anfang des 20. Jahrhunderts der Lehrer Oswald Schmidt aus Angaben aus historischen Urkunden und Vor-Ort-Begehungen zusammen. Seine Untersuchungen führten zu folgendem Verlauf:

### Östlich der Lausitzer Neiße
Östlich der Neiße begann im Süden der Stadtgraben an der Einmündung des Weges von den Neißewiesen auf den Weg von Posottendorf nach Nieder-Moys.
Da diese Wegbeziehungen aus der damaligen Beschreibung heute nicht mehr bestehen, kann der Beginn heute nur näherungsweise eingegrenzt werden. Die Wegkreuzung lag südlich der zahlreichen Teiche des Zgorzelecer Wasserwerks südöstlich vom heutigen Zgorzelecer Stadtteil Ujazd (bis 1945: Moys) und verlief erst in Richtung Südosten und später in östlicher Richtung bis an die Straße nach Zawidów (bis 1945: Seidenberg). Anschließend verlief er weiter in Richtung Osten bis an den Lauf des Rothwassers an der früheren Holzmühle. Dabei kreuzte er die heutige Straße nach Tylice (bis 1945: Thielitz). Auf der östlichen Seite des Rothwassers biegt der Stadtgraben nach Nordnordosten ab und verläuft entlang eines Weges von Tylice östlich vorbei am Jäckelberg und kreuzt dabei die heutige Straße nach Studniska Dolne (bis 1945: Nieder Schönbrunn) und die Laubaner Bahn. Nördlich der Bahnstrecke wendet sich der Stadtgraben nach Nordwesten und verlief ab der Kreuzung der einstigen Hermsdorfer Straße (heute: ulica Bohaterów II. Armii Wojska Polskiego) mit dem einstigen Langeweg (heute: ulica Słowańska) entlang der Hermsdorfer Straße. Noch östlich der Kohlfurter Bahn schwenkt der Stadtgraben in Richtung Norden und schneidet dabei die Äußere Laubaner Straße (heute: ulica Zamiejsko-Lubańska). Im weiteren Verlauf näherte sich der einstige Stadtgraben der Kohlfurter Bahn. Auf Höhe des ehemaligen Görlitzer Gaswerks südlich von Hennersdorf (ab 1945: Jędrzychowice) biegt der Graben in Richtung Westen und verlief zwischen einstigem städtischen Gaswerk im Süden und einstigem städtischen Holzhof im Norden bis zur Bunzlauer Straße (heute: ulica Bolesławiecka). Der weitere Verlauf bis zur Lausitzer Neiße ist unbekannt, da durch frühere Sandgruben in dieser Gegend keine Spuren erhalten waren. Es wird jedoch vermutet, dass auf Höhe des Vorwerks Tischbrücke auf der östlichen Neißeseite kein Verteidigungswerk existierte, da die Neißeniederung bereits genug Schutz bot.

### Westlich der Lausitzer Neiße

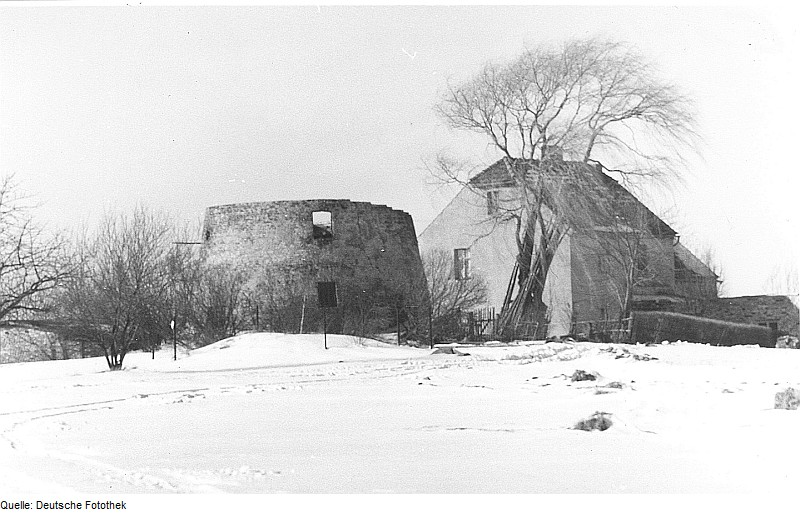
Mühlenruine in Klingewalde

An der Gemarkungsgrenze zwischen Ludwigsdorf und der Stadt verlief der Stadtgraben vorbei am nördlichsten Hof auf Görlitzer Flur an der Rothenburger Straße. Der Hof befindet sich in etwa auf Höhe der einmündenden Birkenallee auf die Rothenburger Straße. In Richtung Westen verlief der Graben weiter über den einstigen Exerzierplatz, nördlich vorüber an der städtischen Ziegelei und stets weiter südlich der Klingewalder Ortsdurchfahrt bis zur ehemaligen Klingewalder Mühle, von der heute nur noch eine Ruine existiert. Westlich der Windmühle bog der Stadtgraben nahezu exakt in südlicher Richtung zur Nieskyer Straße. Im weiteren Verlauf kreuzte er die Nieskyer Straße und schwenkte ca. 100 Meter vor der Girbigsdorfer Straße am heutigen Klinikum in Richtung Westen. Geradlinig verlief der Graben bis an die heutige Berliner Bahn. Westlich der Bahnlinie existieren keine Spuren des Grabens, da sich hier einst eine Sandgrube befand und andere Abschnitte auf den Feldern überackert wurden. Vor dem Flugplatz bog der Stadtgraben in Richtung Süden. Entlang des einstigen Abzweigs von der Berliner Bahn zum Rangierbahnhof Schlauroth erinnert bis heute der Straßenname Stadtgraben an die ehemaligen Wehranlagen. Diese Straße verlief einst über eine Brücke über die Dresdner Bahn hinweg bis zur Reichenbacher Straße.
Weiter verlief der Graben etwa entlang der Rosa-Luxemburg-Straße (einst: Tannenbergstraße) bis zur sogenannten Eckhardtschen Ziegelei am heutigen Grenzweg. Ab der Ziegelei folgte der Graben entlang des heutigen Grenzwegs (einst: Leichenweg) in Richtung Klein-Biesnitz. Auf Höhe der damaligen Apfelallee (etwa in Höhe der heutigen Königshainer Straße) schwenkte der Graben in Richtung Südosten hin zur Promenadenstraße. Einige Meter südlich der Promenadenstraße wendete sich der Stadtgraben erst nach Süden und später wieder nach Südwesten. Der Graben erreichte ein Tal, das von Kunnerwitz kommend in Richtung Osten führte. Der Stadtgraben verlief 600 Meter entlang dieses Taleinschnitts und bog dann nach Nordnordosten vorbei am Gutshof von Großbiesnitz an der heutigen Kastanienallee bis zu einem Bachlauf an den Pomologischen Gärten südlich der Reuterstraße. Die Gräben folgten dem Bachlauf unter der Zittauer Bahn hindurch bis zum Weinberg in Richtung Ostsüdost. Entlang des Weinberges folgte der Verlauf nun der Gemarkungsgrenze zwischen der Stadt Görlitz und dem Vorort Leschwitz.